# Угоститељско економска школа
Угоститељско економска школа је средња школа у општини Приједор. Налази се у улици Вука Караџића 16, у Приједору.

## Историјат
Угоститељско економска школа је основана 1956. године под називом Средња економска школа, 1966. мења назив у Трговинско угоститељски средњошколски центар. Године 1977. се развија у три школе: организација удруженог рада Економска школа, 1991. организација удруженог рада Угоститељско трговинска и кожарско текстилна школа издваја се из Центра и настаје нова Угоститељско економска школа, како се и данас назива. Школске 20015—2016. године броји 462 ученика распоређених у деветнаест одељења и 67 запослена радника, располаже са 5172 m² школског простора.
Садржи образовне профиле Економија, право и трговина са занимањима Банкарски техничар, Пословно–правни техничар и Угоститељство и туризам са занимањима Туристички техничар, Кувар и Конобар. Школа поседује библиотеку са 12.000 наслова, кабинет за информатику и пословну кореспонденцију, практичне наставе за економске и пословно–правне техничаре, мултимедијални кабинет за географију, агенцијско и хотелијерско пословање и нови кабинет практичне наставе за куваре и конобаре. Ученици похађају поред редовне наставе научно–уметничке секције, историјску, географску, CIVITAS, угоститељску секцију, секцију за израду бизнис планова, ликовну, културно–забавну, секцију за културне манифестације, литерарну, спортске секције, рукометну, кошаркашку секцију и организације и удружења.